# Moždano specifični angiogenezni inhibitor 1
Moždano specifični angiogenezni inhibitor 1 je protein koji je kod ljudi kodiran BAI1 genom. On je inhibitor angiogeneze i supresor rasta glioblastoma.
Angiogeneza je kontrolisana lokalnim balansom između stimulatora i inhibitora rasta novih krvnih sudova, i supresovana je pod normalnim fiziološkim uslovima. Angiogeneza je esencijalna za rast i metastazu čvrstih tumora. Da bi obezbedile snabdevanje krvi koji je neophodno za njihov rast, ćelije tumora su potentno angiogene i privlače nove krvne sudove usled povišene sekrecije induktivnih agenasa i umanjene produkcije endogenih negativnih regulatora. BAI1 sadrži najmanje jedano funkcionalno p53 mesto vezivanja unutar introna, i njegovo izražavanje može da bude indukovano p53 faktorom. Postoje dva druga gena moždano specifičnih angiogeneznih inhibitor, BAI2 i BAI3, koji zajedno sa BAI1 imaju slične tkivne karakteristike i strukture, međutim samo BAI1 je transkripciono regulisan p53 proteinom. BAI1 je član sekretinske receptorske familije.

## Interakcije
Moždano specifični angiogenezni inhibitor 1 formira interakcije sa BAIAP3 i MAGI1.

## Literatura
- Van Meir EG; Polverini PJ; Chazin VR;  . (1995). „Release of an inhibitor of angiogenesis upon induction of wild type p53 expression in glioblastoma cells”. Nat. Genet. 8 (2): 171—6. PMID 7531056. doi:10.1038/ng1094-171.
- Nishimori H; Shiratsuchi T; Urano T;  . (1997). „A novel brain-specific p53-target gene, BAI1, containing thrombospondin type 1 repeats inhibits experimental angiogenesis”. Oncogene. 15 (18): 2145—50. PMID 9393972. doi:10.1038/sj.onc.1201542.
- Shiratsuchi T; Futamura M; Oda K;  . (1998). „Cloning and characterization of BAI-associated protein 1: a PDZ domain-containing protein that interacts with BAI1”. Biochem. Biophys. Res. Commun. 247 (3): 597—604. PMID 9647739. doi:10.1006/bbrc.1998.8603.
- Fukushima Y; Oshika Y; Tsuchida T;  . (1998). „Brain-specific angiogenesis inhibitor 1 expression is inversely correlated with vascularity and distant metastasis of colorectal cancer”. Int. J. Oncol. 13 (5): 967—70. PMID 9772287.
- Shiratsuchi T; Oda K; Nishimori H;  . (1998). „Cloning and characterization of BAP3 (BAI-associated protein 3), a C2 domain-containing protein that interacts with BAI1”. Biochem. Biophys. Res. Commun. 251 (1): 158—65. PMID 9790924. doi:10.1006/bbrc.1998.9408.
- Oda K; Shiratsuchi T; Nishimori H;  . (1999). „Identification of BAIAP2 (BAI-associated protein 2), a novel human homologue of hamster IRSp53, whose SH3 domain interacts with the cytoplasmic domain of BAI1”. Cytogenet. Cell Genet. 84 (1–2): 75—82. PMID 10343108. doi:10.1159/000015219.
- Wu Y; Dowbenko D; Spencer S;  . (2000). „Interaction of the tumor suppressor PTEN/MMAC with a PDZ domain of MAGI3, a novel membrane-associated guanylate kinase”. J. Biol. Chem. 275 (28): 21477—85. PMID 10748157. doi:10.1074/jbc.M909741199.
- Koh JT; Lee ZH; Ahn KY;  . (2001). „Characterization of mouse brain-specific angiogenesis inhibitor 1 (BAI1) and phytanoyl-CoA alpha-hydroxylase-associated protein 1, a novel BAI1-binding protein”. Brain Res. Mol. Brain Res. 87 (2): 223—37. PMID 11245925. doi:10.1016/S0169-328X(01)00004-3.
- Duda DG; Sunamura M; Lozonschi L;  . (2002). „Overexpression of the p53-inducible brain-specific angiogenesis inhibitor 1 suppresses efficiently tumour angiogenesis”. Br. J. Cancer. 86 (3): 490—6. PMC 2375213 . PMID 11875720. doi:10.1038/sj.bjc.6600067.
- Lim IA, Hall DD, Hell JW (2002). „Selectivity and promiscuity of the first and second PDZ domains of PSD-95 and synapse-associated protein 102”. J. Biol. Chem. 277 (24): 21697—711. PMID 11937501. doi:10.1074/jbc.M112339200.
- Mori K; Kanemura Y; Fujikawa H;  . (2002). „Brain-specific angiogenesis inhibitor 1 (BAI1) is expressed in human cerebral neuronal cells”. Neurosci. Res. 43 (1): 69—74. PMID 12074842. doi:10.1016/S0168-0102(02)00018-4.
- Kaur B, Brat DJ, Calkins CC, Van Meir EG (2003). „Brain Angiogenesis Inhibitor 1 Is Differentially Expressed in Normal Brain and Glioblastoma Independently of p53 Expression”. Am. J. Pathol. 162 (1): 19—27. PMC 1851137 . PMID 12507886. doi:10.1016/S0002-9440(10)63794-7.
- Adkins JN; Varnum SM; Auberry KJ;  . (2003). „Toward a human blood serum proteome: analysis by multidimensional separation coupled with mass spectrometry”. Mol. Cell Proteomics. 1 (12): 947—55. PMID 12543931. doi:10.1074/mcp.M200066-MCP200.
- Ota T; Suzuki Y; Nishikawa T;  . (2004). „Complete sequencing and characterization of 21,243 full-length human cDNAs”. Nat. Genet. 36 (1): 40—5. PMID 14702039. doi:10.1038/ng1285.
- Koh JT; Kook H; Kee HJ;  . (2004). „Extracellular fragment of brain-specific angiogenesis inhibitor 1 suppresses endothelial cell proliferation by blocking alphavbeta5 integrin”. Exp. Cell Res. 294 (1): 172—84. PMID 14980512. doi:10.1016/j.yexcr.2003.11.008.
- Bjarnadóttir TK; Fredriksson R; Höglund PJ;  . (2005). „The human and mouse repertoire of the adhesion family of G-protein-coupled receptors”. Genomics. 84 (1): 23—33. PMID 15203201. doi:10.1016/j.ygeno.2003.12.004.